# Monte Santo
Monte Santo é um município brasileiro do estado da Bahia. Sua população, segundo estimativa de 2024 do IBGE, era de 49 823 habitantes. É uma das cinco cidades que integram a Região Imediata de Euclides da Cunha que, por sua vez, é uma das cinco regiões imediatas que formam a Região Intermediária de Paulo Afonso.
Monte Santo ficou conhecido na história do Brasil por ter sido o quartel-general do exército durante a Guerra de Canudos em 1897. Além disso, em 1784, no interior do município de Monte Santo, foi encontrado a Pedra do Bendegó, o maior meteorito já encontrado em solo brasileiro.

## História
A região de Monte Santo, a qual teve como primeiros habitantes os indígenas caimbés, foi colonizada nos séculos XVII e XVIII, por meio da pecuária, atrelada ao latifúndio da Casa da Torre.
O Monte Santo, localizado próximo à sede do município de mesmo nome, era originalmente conhecido como Piquaraçá (Pico Araçá) e serviu, no século XVII, de ponto de referência para as expedições que desbravavam o sertão e para aqueles que se dirigiam às minas de ouro de Jacobina.
Em outubro de 1785, o capuchinho italiano residente na Bahia desde 1779 Frei Apolônio de Todi, que se encontrava na aldeia indígena de Massacará (hoje situada no Município de Euclides da Cunha), foi convidado pelo fazendeiro Francisco da Costa Torres para realizar uma missão de penitência na Fazenda Lagoa da Onça, de sua propriedade. Lá chegando, deparou com uma grande seca e, devido à escassez de água no local, não realizou a missão. Com isso, Apolônio decidiu fazer a missão na Fazenda Soledade, onde havia abundância de água, arrendada pela Casa da Torre a João Dias de Andrade em 1750, sendo que dentro dessa propriedade rural estava o Piquaraçá.
Frei Apolônio de Todi, ao apreciar o Piquaraçá, ficou impressionado com a semelhança com o Monte Calvário de Jerusalém e convidou os fiéis que o acompanhavam para transformar o monte em um "Sacro-Monte" e rebatizá-lo como Monte Santo, marcando seu dorso com os passos da Paixão. Logo em seguida, mandou tirar madeira e começou a erigir uma capelinha de madeira e fazer uma boa latada para se fazer a missão e ao mesmo tempo mandou cortar paus de aroeira e cedro para pôr no Monte, cruzes a espaços regulares na seguinte ordem: a primeira dedicada às almas, as sete seguintes representando as dores de Nossa Senhora e as quatorze restantes lembrando o sofrimento de Jesus, na sua caminhada para o calvário em Jerusalém. Em 1° de novembro de 1785, dia de Todos-os-Santos, encerrou a procissão de penitência, com um sermão, finalizando as suas palavras pedindo aos fiéis que, todos os anos nesta data, viessem visitar o Monte.
Em seguida, deu-se início a construção das capelas no local das cruzes com cal trançado e das igrejas do calvário e da matriz, colocando nas capelas painéis grandes a cada passo, na igreja do Calvário as imagens de Nosso Senhor dos Passos, Nossa Senhora das Dores e São João. Na igreja Matriz as imagens de Nossa Senhora da Conceição e Santíssimo Coração de Jesus. Além disso, começou a se formar um povoado, que é hoje a sede municipal de Monte Santo.
Em 1790, quando o santuário ainda não estava pronto, foi criada a Freguesia do Santíssimo Coração de Jesus e Nossa Senhora da Conceição de Monte Santo, subordinada à vila de Itapicuru de Cima, tendo como primeiro pároco o Antônio Pio de Carvalho. Em 1794, foi criado o distrito de paz de Monte Santo.
Em 21 de março de 1837, por força da Lei Provincial nº 51, a Freguesia de Monte Santo foi desmembrada de Itapicuru de Cima e elevada à categoria de vila, com o nome de Coração de Jesus de Monte Santo, sendo a nova vila instalada em 15 de agosto do mesmo ano, com a posse do presidente da Câmara, o Padre José Vítor Barberino.
A coletoria estadual em Monte Santo foi instalada em 1837, com a emancipação, e a primeira escola, no ano seguinte. Já o cartório do registro civil foi instalado na vila em 1877.
Em 28 de junho de 1850, por meio da Lei Provincial nº 395, Monte Santo foi elevada à categoria de comarca, sendo seu primeiro juiz de Direito Boaventura Augusto Magalhães Taques.
Em 1892, chegou a Monte Santo o cearense Antônio Conselheiro, que, acompanhado de milhares de fiéis, reformou a Via Sacra de Monte Santo. No ano seguinte, Conselheiro e seus fiéis fundaram, em uma fazenda pertencente à vila de Monte Santo, a comunidade messiânica de Belo Monte, palco da Guerra de Canudos (1896-7), durante a qual Monte Santo serviu de base de operações do Exército Brasileiro para lutar contra os habitantes de Belo Monte. Mais tarde, Monte Santo recebeu diversas vezes o cangaceiro Lampião.
Em 25 de julho de 1929, por meio da Lei Estadual nº 2.192, a vila de Coração de Jesus de Monte Santo foi elevada à categoria de cidade, tendo o nome simplificado para Monte Santo.
Em 1931, os municípios de Cumbe (atual Euclides da Cunha) e Uauá, desmembrados de Monte Santo em 1898 e 1926 respectivamente, foram reanexados ao município ao qual pertenciam antes e ambos tiveram sua autonomia restaurada em 1933. Em 1958, o distrito monte-santense de Cansanção foi elevado à categoria de município.

### Meteorito do Bendegó
O maior meteorito já encontrado no Brasil, a Pedra do Bendegó, foi encontrado no município de Monte Santo no ano de 1784, pelo menino Bernardino da Mota Botelho. É atualmente o 16º maior meteorito encontrado no mundo e encontra-se exposto no Museu Nacional do Rio de Janeiro, sendo que uma réplica em tamanho real pode ser encontrada no Museu do Sertão em Monte Santo.

## Geografia
O município de Monte Santo está localizado no sertão da Bahia, no Nordeste Baiano, com a sua sede estando a uma altitude de 469 m acima do nível do mar e a uma distância de 352 km da capital do estado, Salvador. O município faz divisa com os seguintes municípios: Euclides da Cunha, Canudos, Uauá, Cansanção, Quijingue, Itiúba e Andorinha.
O relevo monte-santense, esculpido em rochas do embasamento cristalino, é correspondente a uma superfície erosiva aplainada com morros isolados, serras e vales cortados por drenagens que integram a bacia do rio Itapicuru. A vegetação nativa, parcialmente devastada e substituída por pastos e culturas cíclicas, é composta por Caatinga arbórea aberta com e sem palmeiras e Caatinga arbórea densa sem palmeiras e é sustentada pelos solos dos tipos planossolo solódico eutrófico, neossolo e luvissolo.
Clima
Segundo dados do Instituto Nacional de Meteorologia (INMET), referentes ao período de 1961 a 1970 e a partir de 1973, a menor temperatura registrada em Monte Santo foi de 8,4 °C em 2 de junho de 1964, e a maior atingiu 39,2 °C em 4 de dezembro de 2013. O maior acumulado de precipitação em 24 horas foi de 156,4 milímetros (mm) em 29 de fevereiro de 2004. Outros acumulados iguais ou inferiores a 100 mm foram: 103,5 mm nos dias 16 de dezembro de 1963 e 11 de abril de 2009 e 102,9 mm em 8 de abril de 1982.
| Dados climatológicos para Monte Santo | Dados climatológicos para Monte Santo | Dados climatológicos para Monte Santo | Dados climatológicos para Monte Santo | Dados climatológicos para Monte Santo | Dados climatológicos para Monte Santo | Dados climatológicos para Monte Santo | Dados climatológicos para Monte Santo | Dados climatológicos para Monte Santo | Dados climatológicos para Monte Santo | Dados climatológicos para Monte Santo | Dados climatológicos para Monte Santo | Dados climatológicos para Monte Santo | Dados climatológicos para Monte Santo |
| Mês | Jan                                   | Fev                                   | Mar                                   | Abr                                   | Mai                                   | Jun                                   | Jul                                   | Ago                                   | Set                                   | Out                                   | Nov                                   | Dez                                   | Ano                                   |
| --- | ------------------------------------- | ------------------------------------- | ------------------------------------- | ------------------------------------- | ------------------------------------- | ------------------------------------- | ------------------------------------- | ------------------------------------- | ------------------------------------- | ------------------------------------- | ------------------------------------- | ------------------------------------- | ------------------------------------- |
| Temperatura máxima recorde (°C) | 38,9                                  | 38,7                                  | 37,7                                  | 38,1                                  | 36,3                                  | 34                                    | 33                                    | 35,1                                  | 37,9                                  | 38,9                                  | 38,4                                  | 39,2                                  | 39,2                                  |
| Temperatura máxima média (°C) | 32,8                                  | 32,8                                  | 32,4                                  | 31                                    | 29,1                                  | 26,8                                  | 26,4                                  | 27,4                                  | 29,9                                  | 32                                    | 32,6                                  | 32,8                                  | 30,5                                  |
| Temperatura média compensada (°C) | 26,3                                  | 26,4                                  | 26,1                                  | 25,2                                  | 23,7                                  | 21,9                                  | 21,3                                  | 21,6                                  | 23,3                                  | 25                                    | 25,8                                  | 26,2                                  | 24,4                                  |
| Temperatura mínima média (°C) | 20,7                                  | 20,9                                  | 21                                    | 20,6                                  | 19,6                                  | 18,3                                  | 17,5                                  | 17,5                                  | 18,2                                  | 19,4                                  | 20,1                                  | 20,6                                  | 19,5                                  |
| Temperatura mínima recorde (°C) | 12,4                                  | 13                                    | 13,5                                  | 13                                    | 10                                    | 8,4                                   | 8,7                                   | 9                                     | 9                                     | 11                                    | 12,2                                  | 11                                    | 8,4                                   |
| Precipitação (mm) | 58,5                                  | 54,2                                  | 53,7                                  | 50,5                                  | 50,6                                  | 54,6                                  | 52,3                                  | 33,7                                  | 19,2                                  | 19,3                                  | 48,8                                  | 60,3                                  | 555,7                                 |
| Dias com precipitação (≥ 1 mm) | 5                                     | 5                                     | 5                                     | 6                                     | 8                                     | 12                                    | 13                                    | 9                                     | 5                                     | 3                                     | 4                                     | 4                                     | 79                                    |
| Umidade relativa compensada (%) | 61,7                                  | 61,3                                  | 64,1                                  | 70,1                                  | 76,1                                  | 82,6                                  | 82                                    | 78,9                                  | 70,9                                  | 64,5                                  | 62,7                                  | 60,8                                  | 69,6                                  |
| Insolação (h) | 234,3                                 | 206,7                                 | 217,3                                 | 195,3                                 | 178,1                                 | 128,2                                 | 160,6                                 | 185,5                                 | 221,3                                 | 232,5                                 | 228,4                                 | 236                                   | 2 424,2                               |
| Fonte: Instituto Nacional de Meteorologia (INMET) — normal climatológica de 1981-2010; (precipitação e dias com precipitação: normal climatológica de 1991-2020); recordes de temperatura: 01/01/1961 a 31/12/1970 e 01/01/1973-presente (máximas até 03/10/2014) |                                       |                                       |                                       |                                       |                                       |                                       |                                       |                                       |                                       |                                       |                                       |                                       |                                       |

## Organização politico-administrativa
O município de Monte Santo possui uma estrutura político-administrativa composta pelo Poder Executivo, chefiado por um prefeito eleito por sufrágio universal, auxiliado diretamente por secretários municipais nomeados por ele, e pelo Poder Legislativo, institucionalizado pela Câmara Municipal de Monte Santo, órgão colegiado de representação dos munícipes que é composto por onze vereadores também eleitos por sufrágio universal.

### Atuais autoridades municipais de Monte Santo
- Prefeito: Silvania Silva Matos - PSB (2021/-2024)-(2025/-2028)[22]
- Vice-prefeito: Itacia Macedo de Andrade Silva - PL (2021/-2024 )[22]
- Presidente da Câmara: Gilvane Alves de Andrade "Bira do Valtinho" - PSB (2021/-2024)[22]

## Cultura
- Museu do Sertão de Monte Santo onde tem uma réplica do Meteorito de Bendengó.
- Biblioteca Municipal de Monte Santo.

### Representação na mídia
Um dos filmes mais premiados do cinema nacional, Deus e o diabo na terra do sol, do cineasta Glauber Rocha, foi gravado em Monte Santo.
Também uma parte da minissérie O pagador de promessas, da emissora TV Globo e baseada na obra do escritor baiano Dias Gomes, foi filmada em Monte Santo.

## Turismo
Um dos principais eventos turísticos da cidade é a Romaria de Todos os Santos, que tem mais de 200 anos de tradição, onde os romeiros sobem o monte, onde está o Santuário Santa Cruz, para agradecer as graças alcançadas, fazer e renovar pedidos.

## Cidades-irmãs
Monte Santo possui as seguintes cidades-irmãs:
- Canudos, Brasil[26]
- Uauá, Brasil[26]

## Filhos ilustres
- Ariston Andrade, político
- Vando, político
- Laerte do Vando, político
- Roque Aras, advogado
- Gereba, Musico
- Uelliton da Silva Vieira, jogador